# الجنس والقاتل
الجنس والقاتل دراسات جنسية مُعدة لمحبي بوفي وهو طباعة أكاديمية متعلقة بالمسلسل التلفزيوني بوفيفيرس، بوفي وآنجيل.

## وصف الكتاب
مكتوب للطلبة تحت سن التخرج، الجنس والقاتل يوفر مقدمة للنسوية من خلال وسائل الإعلام خصوصا من خلال مسلسل بوفي. الكتاب ينظر إلى كيفية عرض الاتجاهات الجنسية. جويت أخذت طرق دراسات الثقافة النسوية، مُكتشفة الطرق التي يعرض بها المسلسل النسوية والرجولة والعلاقات الجنسية -متضمنة الغريزة الجنسية والأصول الجنسية- جويت تجادل أن بوفي يعرض خليط من الأوصاف الهدامة والمحافظة عن القواعد الجنسية.

## المحتويات
| الفصل  | العنوان          |
| الأول  | الفتاة القوية    |
| الثاني | البنات الجيدين   |
| الثالث | البنات السيئيين  |
| الرابع | الأولاد الأقوياء |
| الخامس | الرجال الجدد     |
| السادس | الفتية الموتى    |
| السابع | المشاكل الأبوية  |